# Mitchellania alani
Mitchellania alani är en urinsektsart som först beskrevs av Babenko in Babenko, Chernova, Potapov och Sophya K. Stebaeva 1994.  Mitchellania alani ingår i släktet Mitchellania och familjen Hypogastruridae. Inga underarter finns listade i Catalogue of Life.